# 牛浦沼

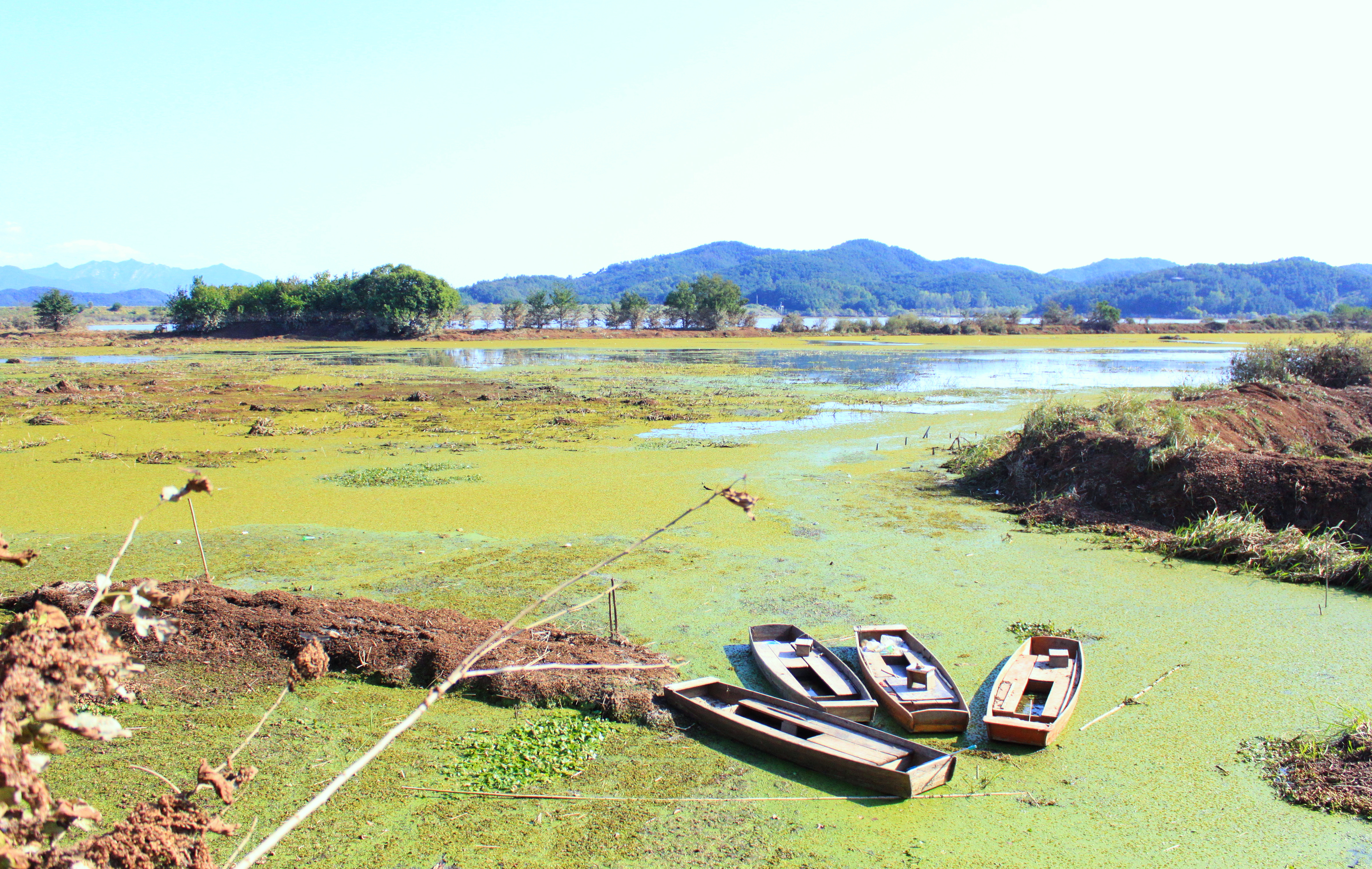
牛浦沼

牛浦沼（ウポヌプ/ぎゅうほぬま、우포늪）は大韓民国慶尚南道昌寧郡の洛東江が流れる近くにある、いくつかの湿地群の総称である。また湿地群の中で最大の沼の名称でもあり、他に木浦（モクポ）、サジ浦、チョクチボルといった湿地も含む。位置は遊漁面（ユオミョン）、梨房面（イバンミョン）、大合面（テハンミョン）にまたがっている。湿地は全域2.13km2に及び、これは韓国最大級の面積である。また、韓国のラムサール条約登録湿地の一つでもある。

## 概要
牛浦沼は非常に多くの絶滅危惧種や希少種の生息地である。1997年の調査に基づくと、合計で342種の絶滅危惧種が生息していると考えられている。（内訳は以下の通り。植物168種、鳥類62種、節足動物55種、魚類28種、哺乳類12種、爬虫類7種、軟体動物5種）。
ここで見られる最も希少な植物はオニバス（Euryale ferox）であり、特筆すべき鳥類はクロツラヘラサギである。牛浦沼はマナヅルやヒシクイを含む多くの渡り鳥の中継地・越冬地となっている。爬虫類ではクサガメを挙げることができる。
牛浦沼はその大部分が1997年以降保護されており、一部は環境公園となっている。一方で、農業や漁業と言った活動が現在も行われている。この国では近年エコツーリズムが広く行われるようになってきたが、依然多くの地元住人は「沼を保護する」という考えに反感を抱いたままである。
昌寧郡では観察者の便を考え、ビジターセンターと観察所が湿地の近くに建設された。そしてその近くには解説センターが設立された。
2019年にトキ40羽の放鳥が行われ、種の再導入が行われている。